# Alfabeto siríaco
El alfabeto siríaco (en siríaco: ܐܠܦ ܒܝܬ ܣܘܪܝܝܐ, romanizado: ʾālep̄ bêṯ Sūryāyā) es un sistema de escritura utilizado para escribir el siríaco a partir del siglo I a. C. Es el uno de los alfabetos consonánticos de las lenguas semíticas, que provienen del alfabeto arameo.

Contiene 22 letras, todos consonantes (en siríaco: ܐܵܬܘܼܬܵܐ, romanizado: ˀātūṯā). Hay marcas diacríticas opcionales (en siríaco: ܢܘܼܩܙܵܐ, romanizado: nuqzā) a indicar los vocales (en siríaco: ܙܵܘܥܵܐ, romanizado: zāwˁā) y otras características. Además de los sonidos del idioma, las letras del alfabeto siríaco se pueden utilizar para representar números en un sistema similar al de los números hebreos y griegos. El alfabeto siríaco no contiene las mayúsculas, es decir, la primera letra de la frase no se distingue de todas otras letras por medida. Por lo tanto los nombres propios no se escriben con letras especiales.

## Variaciones del alfabeto siríaco

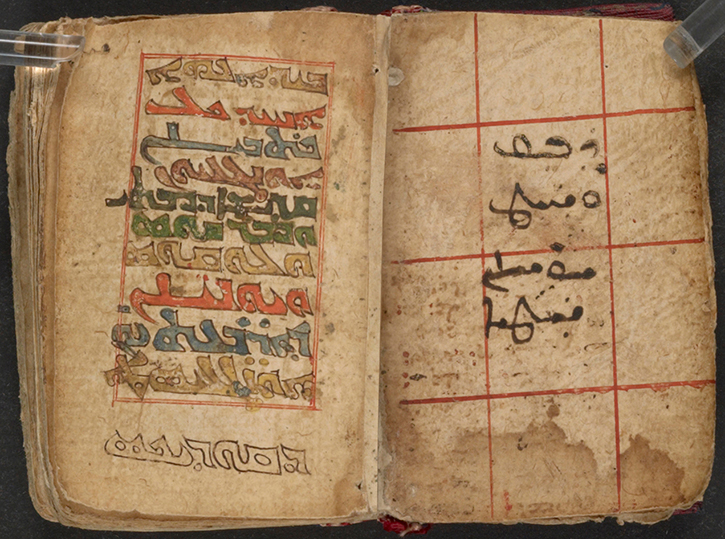
El Evangeliario asirio (Ewangeliyon) del de la región de Urmía en Irán.

El tipo de escritura, en el cual fueron escritos los manuscritos más antiguos (hasta el siglo V), es conocido por el nombre ʔesṭrangelå (proviene del griego στρογγύλη ‛redonda’). Después de la división de la Iglesia Asiria Oriental en los nestorianos y los jacobitas cada una de ellas ha tenido su propio tipo de escritura.
Alfabeto siríaco oriental («nestoriano», «caldeo» o «asirio») esta variación del alfabeto siríaco apareció como una variante separada del alfabeto siríaco al siglo VII. En siríaco este tipo de escritura se llama madnḥāyā (literalmente quiere decir ‛oriental’). Por la forma de las letras alfabeto siríaco oriental es más cercano al ʔesṭrangelå, que el alfabeto siríaco occidental.
Alfabeto siríaco occidental («jacobita» o «maronita») esta variación del alfabeto siríaco apareció como una variante separada del alfabeto siríaco a los manuscritos siríacos desde finales del siglo VIII. En el siríaco (occidental) este tipo de escritura se llama serṭā (literalmente quiere decir ‛línea’), proviene de serṭo pšyṭo ‛escritura fácil/habitual’.
Las letras, como ya se había dicho, marcan solo las consonante, igual que en hebreo o en árabe. A los finales del siglo VII o a los principios del siglo VIII,  fueron creadas dos sistemas de vocalización del alfabeto siríaco. Al oriente se utilizó el sistema de vocalización, que usaba los símbolos que podían ser escritos tanto encima de la letra, como debajo de la letra. Estos símbolos se utilizaron para representar ocho vocales, 4 largas y 4 cortas. En cambio al occidente los jacobitas para representar las vocales utilizaron variaciones de las letras griegas, que también podrían estar encima o debajo de la letra. Estos símbolos se utilizaron para representar 5 vocales, sin contar con su longitud, pero añadiendo la vocal neutra.
| ʔĀlap | Bēṯ | Gāmal | Dālaṯ  | Hē | Wāw | Zain | Ḥēṯ | Ṭēṯ | Yōḏ | Kāp |
| ܐ     | ܒ   | ܓ     | ܕ      | ܗ  | ܘ   | ܙ    | ܚ   | ܛ   | ܝ   | ܟܟ  |
|       |     |       |        |    |     |      |     |     |     | ܟ   |
| Lāmaḏ | Mīm | Nūn   | Semkaṯ | ʕĒ | Pē  | Ṣāḏē | Qōp | Rēš | Šīn | Ṯaw |
| ܠ     | ܡܡ  | ܢܢ    | ܣ      | ܥ  | ܦ   | ܨ    | ܩ   | ܪ   | ܫ   | ܬ   |
|       | ܡ   | ܢ     |        |    |     |      |     |     |     |     |

### Formas contextuales
| Letra  | ʔesṭrangelå (escritura clásica) | ʔesṭrangelå (escritura clásica) | ʔesṭrangelå (escritura clásica) | madnḥāyā (escritura oriental) | madnḥāyā (escritura oriental) | madnḥāyā (escritura oriental) | Unicode | Nombre | Pronunciación                         |
| Letra  | Forma normal                    | Final ligada                    | Final no ligada                 | Forma normal                  | Final ligada                  | Final no ligada               | Unicode | Nombre | Pronunciación                         |
| ------ | ------------------------------- | ------------------------------- | ------------------------------- | ----------------------------- | ----------------------------- | ----------------------------- | ------- | ------ | ------------------------------------- |
| ʔĀlap  |                                 |                                 |                                 |                               | 1                             |                               | ܐ       | 1      | ʔ o no se pronuncia                   |
| Bēṯ    |                                 |                                 |                                 |                               |                               |                               | ܒ       | 2      | fuerte: b suave: β                    |
| Gāmal  |                                 |                                 |                                 |                               |                               |                               | ܓ       | 3      | fuerte: g suave: ɣ                    |
| Dālaṯ  |                                 |                                 |                                 |                               |                               |                               | ܕ       | 4      | fuerte: d suave: ð                    |
| Hē     |                                 |                                 |                                 |                               |                               |                               | ܗ       | 5      | h                                     |
| Wāw    |                                 |                                 |                                 |                               |                               |                               | ܘ       | 6      | consonantes: w mater lectionis: u i o |
| Zayn   |                                 |                                 |                                 |                               |                               |                               | ܙ       | 7      | z                                     |
| Ḥēṯ    |                                 |                                 |                                 |                               |                               |                               | ܚ       | 8      | ḥ                                     |
| Ṭēṯ    |                                 |                                 |                                 |                               |                               |                               | ܛ       | 9      | ṭ                                     |
| Yōḏ    |                                 |                                 |                                 |                               |                               |                               | ܝ       | 10     | consonantes: j mater lectionis: i     |
| Kāp    |                                 |                                 |                                 |                               |                               |                               | ܟ       | 20     | fuerte: k suave: χ                    |
| Lāmaḏ  |                                 |                                 |                                 |                               |                               |                               | ܠ       | 30     | l                                     |
| Mīm    |                                 |                                 |                                 |                               |                               |                               | ܡ       | 40     | m                                     |
| Nūn    |                                 |                                 |                                 |                               |                               |                               | ܢ       | 50     | n                                     |
| Semkaṯ |                                 |                                 |                                 |                               | /                             |                               | ܣ / ܤ   | 60     | s                                     |
| ʕĒ     |                                 |                                 |                                 |                               |                               |                               | ܥ       | 70     | ʕ                                     |
| Pē     |                                 |                                 |                                 |                               |                               |                               | ܦ       | 80     | fuerte: p suave: f                    |
| Ṣāḏē   |                                 |                                 |                                 |                               |                               |                               | ܨ       | 90     | ṣ                                     |
| Qōp    |                                 |                                 |                                 |                               |                               |                               | ܩ       | 100    | q                                     |
| Rēš    |                                 |                                 |                                 |                               |                               |                               | ܪ       | 200    | r                                     |
| Šīn    |                                 |                                 |                                 |                               |                               |                               | ܫ       | 300    | ʃ                                     |
| Ṯaw    |                                 |                                 |                                 |                               |                               |                               | ܬ       | 400    | fuerte: t suave: θ                    |

1 Después de la Dālaṯ  o Rēš, la  ʔĀlap normalmente tiene la forma normal en vez de la forma final.

### Ligaduras
| Nombre      | ʔesṭrangelå  | ʔesṭrangelå  | ʔesṭrangelå      | madnḥāyā      | madnḥāyā      | madnḥāyā        | Unicode | Descripción                                 |
| Nombre      | Forma normal | Final ligada | Final no lligada | !Forma normal | Final lligada | Final no ligada | Unicode | Descripción                                 |
| ----------- | ------------ | ------------ | ---------------- | ------------- | ------------- | --------------- | ------- | ------------------------------------------- |
| Lāmaḏ-ʾĀlep̄ |              |              |                  |               |               |                 | ܠܐ      | Lāmaḏ y ʔĀlap juntas al final de la palabra |
| Taw-ʾĀlep̄   |              |              |                  |               |               | /               | ܬܐ      | Ṯaw i ʔĀlap juntas al final de la palabra   |
| Hē-Yōḏ      |              |              |                  |               |               |                 | ܗܝ      | Hē y Yōḏ juntas al final de la palabra      |
| Taw-Yōḏ     |              |              |                  |               |               |                 | ܬܝ      | Taw and Yōḏ combined at the end of a word   |

### Diacrítica
- Vocalización del alfabeto siríaco

## Alteraciones de letras

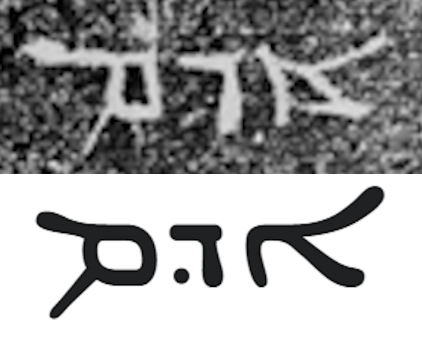
El nombre del monje "Adam" en siríaco, en la Estela nestoriana del 781 CE, China

### Matres lectionis
Tres letras actúan como matres lectionis: en lugar de ser una consonante, indican vocales. Álef (ܐ), la primera letra, representa una oclusiva glotal, pero también indican una vocal, especialmente en al principio o final de una palabra. La letra wāw (ܘ) es la consonante w, pero puede también representan las vocales o y u. Asimismo, la letra yōd (ܝ) es la consanante y, pero también representan las vocales i y e.

### Majlīyānā
En el uso moderno, se pueden realizar algunas modificaciones a representar fonemas que no representan in Fonología clásico. Una marca similar en apariencia a una tilde, se llama majlīyānā (en siríaco: ܡܲܓ̰ܠܝܼܵܢܵܐ), se coloca arriba o abajo una letra en la variante madnḥāyā cambiar su valor fonético.
- Coloca abajo gāmal: [ɡ] a [d͡ʒ] (Africada postalveolar sonora)
- Coloca abajo kāp̄: [k] a [t͡ʃ] (Africada postalveolar sorda)
- Coloca arriba o abajo zayn: [z] a [ʒ] (Fricativa postalveolar sonora)
- Coloca arriba šīn: [ʃ] a [ʒ]

### Mṭalqānā
El idioma siríaco usan una linea, se llama mṭalqānā (en siríaco: ܡܛܠܩܢܐ, lit. 'ocultador'), que indican una letra muda que puede occuren en al principio o medio de una palabra. En el siríaco oriental, este linea es diagonal y solo ocurren arriba la letra muda (por ejemplo, en siríaco: ܡܕ݂ܝܼܢ݇ܬܵܐ, romanizado: mḏīttā, lit. 'ciudad'). La linea puede solo occuren arriba las letras ʾālep̄, hē, waw, yōḏ, lāmaḏ, mīm, nūn, ʿē o rēš. En el siríaco occidental, este linea esta horizontal y que puede coloca arriba o abajo la letra (e.g. en siríaco: ܡܕ݂ܺܝܢ̄ܬܳܐ, romanizado: mḏīto, lit. 'ciudad').
En el siríaco clásico, mṭalqānā no se usaba para letras mudas que aparecían al final de una palabra (e.g. en siríaco: ܡܪܝ, romanizado: mār[ī], lit. 'Dios mío'). Sin embargo, en Surayt (Neoarameo Turoyo), este no siempre es el caso (e.g. en siríaco: ܡܳܪܝ̱, romanizado: mor[ī]).

## El alfabeto siríaco a Unicode
El alfabeto siríaco se incorporó al estándar Unicode en septiembre de 1999 con el lanzamiento de la versión 3.0. Se añadieron letras adicionales para el Suriyani Malayalam en junio de 2017 con el lanzamiento de la versión 10.0.

### Intervalos
El intervalo Unicode del siríac es U+0700–U+074F. La abreviatura siríaca (un tipo de línea superior) se puede representar con un carácter de control especial llamado marca de abreviatura siríaca (U+070F).
|        | 0 | 1 | 2 | 3 | 4 | 5 | 6 | 7 | 8 | 9 | A | B | C | D | E | F |
| U+070x | ܀ | ܁ | ܂ | ܃ | ܄ | ܅ | ܆ | ܇ | ܈ | ܉ | ܊ | ܋ | ܌ | ܍ |   | ܏  |
| U+071x | ܐ | ܑ  | ܒ | ܓ | ܔ | ܕ | ܖ | ܗ | ܘ | ܙ | ܚ | ܛ | ܜ | ܝ | ܞ | ܟ |
| U+072x | ܠ | ܡ | ܢ | ܣ | ܤ | ܥ | ܦ | ܧ | ܨ | ܩ | ܪ | ܫ | ܬ | ܭ | ܮ | ܯ |
| U+073x | ܰ  | ܱ  | ܲ  | ܳ  | ܴ  | ܵ  | ܶ  | ܷ  | ܸ  | ܹ  | ܺ  | ܻ  | ܼ  | ܽ  | ܾ  | ܿ  |
| U+074x | ݀  | ݁  | ݂  | ݃  | ݄  | ݅  | ݆  | ݇  | ݈  | ݉  | ݊  |   |   | ݍ | ݎ | ݏ |

- Tabla Unicode

### Tabla de códigos HTML

#### Ālep̄ bēṯ
| ܕ       | ܓ       | ܒ       | ܐ       |
| &#1813; | &#1811; | &#1810; | &#1808; |
| ܚ       | ܙ       | ܘ       | ܗ       |
| &#1818; | &#1817; | &#1816; | &#1815; |
| ܠ       | ܟܟ      | ܝ       | ܛ       |
| &#1824; | &#1823; | &#1821; | &#1819; |
| ܥ       | ܣ       | ܢܢ      | ܡܡ      |
| &#1829; | &#1828; | &#1826; | &#1825; |
| ܪ       | ܩ       | ܨ       | ܦ       |
| &#1834; | &#1833; | &#1832; | &#1830; |
|         |         | ܬ       | ܫ       |
|         |         | &#1836; | &#1835; |

#### Vocales y diacríticas
| ܲ        | ܵ        |
| &#1842; | &#1845; |
| ܸ        | ܹ        |
| &#1848; | &#1849; |
| ܼ        | ܿ        |
| &#1852; | &#1855; |
| ̈        | ̰        |
| &#776;  | &#816;  |
| ݁        | ݂        |
| &#1857; | &#1858; |
| ܀       | ܂       |
| &#1792; | &#1794; |
| ܄       | ݇        |
| &#1796; | &#1863; |

## Literatura
- Дирингер Д, Алфавит. — М.: Едиториал УРСС, 2004.
- Фридрих И. История письма. — М.: Едиториал УРСС, 2004.